# Saginaw Bay
Koordinaten: 43° 55′ N, 83° 35′ W
Die Saginaw Bay (Saginaw-Bucht) ist eine Bucht des Huronsees, die an die Countys Arenac County, Bay County, Tuscola County und Huron County im US-Bundesstaat Michigan grenzt. In der Bucht liegen die Inseln Maisou Island und Heisterman Island. In die Bucht mündet der Saginaw River. Bucht und Fluss wurden nach den Sauk benannt, einem Indianerstamm, der in der Umgebung im frühen siebzehnten Jahrhundert lebte.

## Hintergrund
Die Saginaw Bay ist ein großes zusammenhängenden Süßwassereinzugsgebiet in Michigan. Das Saginaw Bay Watershed Initiative Netzwerk (WIN) wurde gegründet, um die Lebensqualität vor Ort durch die Schaffung regionaler Einrichtungen mit sogenannte „on-the-ground projects“ zu sichern und zu verbessern. Durch Zuschüsse werden innovative Projekte in der Region gefördert. Die Projekte verbinden wirtschaftliche, ökologische und kommunale Zielsetzungen. In ihnen arbeiten sich Gemeinden, Naturschützer, Stiftungen und Unternehmen zusammen, um diese Ziele umzusetzen. Mit fast 8.700 Quadratmeilen, ist das Gebiet Heimat von rund 1,4 Millionen Menschen sowie Lebensraum vieler Tierarten. Diese Projekte wurden beispielsweise mit drei Zuschüssen in den Jahren 1992 bis 1994 von je 600.000 $ durch die Environmental Protection Agency (EPA) im Rahmen des „Great Lakes Basin-Programms“ unterstützt, mit dem 49 Projekte gefördert wurden, die sich mit der Bodenerosion und Sedimentation in der Saginaw Bay befassten.
Die Saginaw Bay des Lake Huron setzt sich aus mehreren großen Küstenfeuchtgebieten zusammen. Wichtige Feuchtwiesen erstrecken sich unter anderem zwischen Point AuGres und Nayanquing Point, von Tobico Beach an der Mündung des Saginaw Rivers bis nach Fish Point sowie auf dem Maisou Insel Komplex von Sebewaing nach Wildfowl Bays. Die Situation der Feuchtgebiete in der Bucht haben in der Zeit von 1859 bis 1973 weite Flächen durch Trockenlegung zur landwirtschaftlichen Nutzung oder zur Besiedlung verloren. Allein in der Region zwischen Fish Point und Sand Point wurden rund 4.798 Acres zur Umwandlung in Ackerland trockengelegt. Gleichzeitig nahm das Versumpfen der Wasserflächen durch die Umstellung von Binsen und Wildreis auf Rohrkolben als vorherrschende Pflanzenart zu.

## Geografie und Geschichte
Das Saginaw County liegt im mittleren Michigan in einer Region, die als „Tri-Cities area“ (Saginaw, Midland und Bay City) bezeichnet wird. Es liegt südlich des Bay Countys und grenzt nicht direkt an die Saginaw Bay wird jedoch vom Saginaw River durchflossen. Neben dem Bay County sind das Arenac County, das Huron County und das Tuscola County die direkten Anlieger mit Zugang zur Bay. Diese ist Teil des Huronsees.
Die frühesten Zeugnisse der Besiedlung im Saginaw Valley stammen von nomadisch lebenden Paläoindianern die bereits vor rund 12.000 Jahren hier lebten und hier Mammute und anderes Großwild jagten. Etwa um das Jahr 3000 vor Christus entstanden die ersten festen Ansiedlungen. Zu diesen frühen Einwohnern gehörten die Angehörigen der Hopewell-Kultur die um das Jahr 500 vor Christus entlang des Saginaw Rivers lebten. Weitere Stämme waren Chippewa, Ojibwa, Odawa oder Potawatomi. Der Name des Gebietes und des Flusses leitet sich von einem Begriff aus der Sprache der Ojibwaindianer ab, die zu Zeiten der ersten europäischen Entdecker und Missionare um 1650 hier lebten. „O-Sag-e-non“ oder „Sag-in-a-we“ bedeutet in etwa „fließen“ und hatte vermutlich einen Bezug zur Mündung des Flusses in die Saginaw Bay. In der Mitte der 1800er Jahre führte das Holz der Wälder zu einem Aufschwung in der Regionen Saginaw, Bay und Midland, die sie zu Wohlstand und Ruhm führten. Während dieses Booms gab es mehr als 100 aktiven Sägemühlen. Als die Holzindustrie anfing an Schwung zu verlieren wurde nach neuen Einnahmequellen gesucht und zunächst auf Landwirtschaft und Kohlebergbau gesetzt. Später kamen unterschiedliche Industriefertigungen hinzu, so dass sich schließlich auch die Automobilindustrie hier ansiedelte.